# 紅井さんは今日も詰んでる。
『紅井さんは今日も詰んでる。』（あかいさんはきょうもつんでる）は、原作:尾高純一、作画:野田大輔による日本の漫画作品。『ヤングガンガン』（スクウェア・エニックス）にて2015年22号から2017年12号まで連載された。話数表記は「第○局」。

## あらすじ
奨励会に所属する女子高生・紅井さんの日常を描いた4コマ漫画。

## 登場人物
紅井小馬（あかい こま）
本作の主人公。高校一年生。将棋部部員。奨励会1級。「天才美人棋士」の異名を持つ。
只野（ただの）
新任教師の男性。将棋部顧問。将棋初心者。
黒木成（くろき なる）
奨励会1級。得意戦法は穴熊囲い。男の人が苦手。
白銀走（しろがね はしる）
中学生。研修会員。紅井の妹弟子。

## 書誌情報
- 尾高純一、/ 野田大輔（作画） 『紅井さんは今日も詰んでる。』スクウェア・エニックス〈ヤングガンガンコミックス〉、全2巻
  1. 2016年9月24日発行[2]、ISBN 978-4-7575-5107-7
  2. 2017年12月25日発行[3]、ISBN 978-4-7575-5579-2